# Caribe alemán
El Caribe alemán (en alemán: Deutsche Karibik) fue un fallido proyecto imperial llevado a cabo por la Reichsmarine (Marina Imperial alemana) a finales del siglo XIX para establecer una base militar y comercial en las Indias Occidentales. El proyecto fue diseñado para permitir el acceso de Alemania a los crecientes mercados de América mientras que proporcionaba una base de poder para aumentar la influencia alemana en el Caribe.
Alemania estaba construyendo rápidamente una marina de clase mundial, pero los buques de guerra que queman carbón necesitaban reabastecimiento de combustible frecuente y solo podían operar dentro del alcance de una estación carbonífera. Los planes preliminares fueron vetados por el canciller Otto von Bismarck. Para 1900, los "planificadores navales estadounidenses estaban obsesionados con los diseños alemanes en el hemisferio y contrarrestados con esfuerzos enérgicos para asegurar sitios navales en el Caribe". Los planificadores navales alemanes en el periodo 1890-1910 denunciaron la Doctrina Monroe como una ley legal autoengrandizante con la pretensión de dominar el hemisferio. Estaban aún más preocupados por el posible canal estadounidense en Panamá, porque llevaría a la hegemonía estadounidense en el Caribe. Las apuestas se establecieron en los objetivos propuestos por la Marina de guerra alemana en 1903: una "posición firme en las Indias Occidentales", una "mano libre en América del Sur" y una "revocación oficial de la Doctrina Monroe" proporcionaría una sólida fundación para "nuestro comercio con las Indias Occidentales, América Central y del Sur".

## Historia

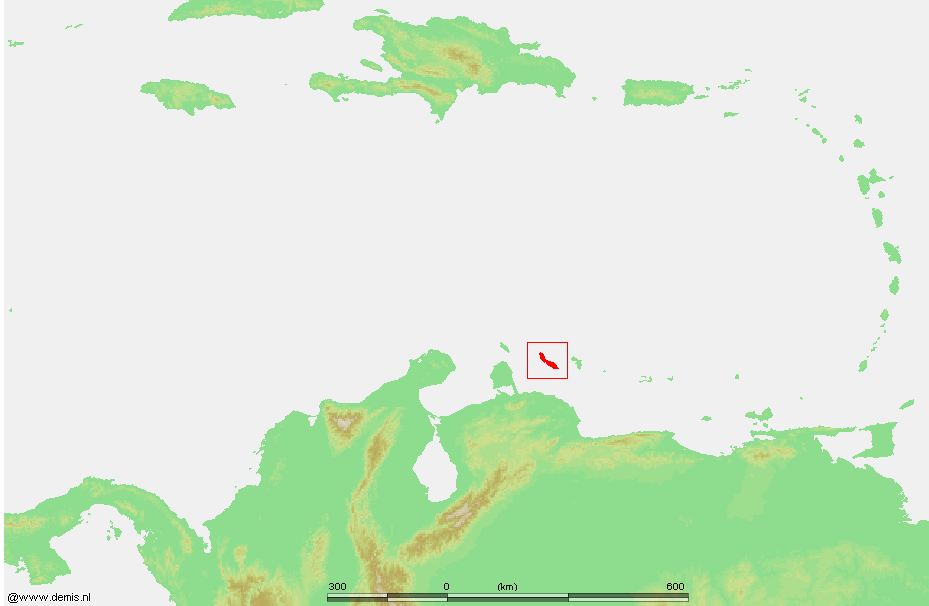
Mapa de localización de Curazao.

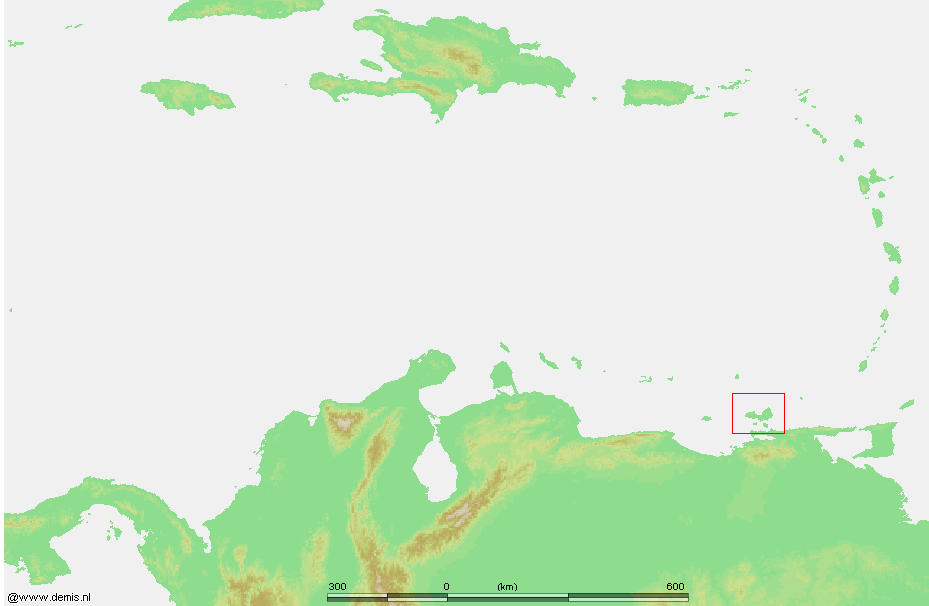
Mapa de localización de Isla Margarita.

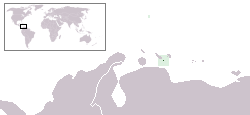
Mapa de localización de Klein Curazao.

A mediados de la década de 1860, los líderes militares y navales prusianos consideraron construir una estación de carbón en el Caribe y propusieron comprarle la isla de Curazao a los Países Bajos. Sin embargo, el canciller Bismarck se opuso fuertemente pues quería evitar dificultades con los Estados Unidos y por tanto no pasó nada. Bismarck fue expulsado del poder en 1890 y los estrategas navales alemanes volvieron a centrar su atención en el Caribe, pero fallaron en establecer una base naval en la Isla de Margarita (Venezuela).
En 1888 un grupo de ingenieros arribó a Klein Curazao, una pequeña isla al sureste de Curazao, con la intención de crear un puerto. La isla estaba bajo poder de los Países Bajos pero completamente deshabitada, lo que alentó los intereses comerciales alemanes a establecerse allí para tener un punto de enlace con las Américas. Debido al suelo arenoso que impidió la construcción de cualquier edificio en el lugar, las fuertes tormentas tropicales y el poder de las flotas navales británicas y francesas ya establecidas hacía bastante tiempo en el área, el proyecto fue abandonado.
Durante la crisis venezolana de 1902-1903, el Reino Unido y Alemania enviaron buques de guerra para bloquear a Venezuela luego de que incumpliera el pago de sus préstamos extranjeros. Alemania pretendía desembarcar tropas y ocupar puertos venezolanos, pero el presidente de Estados Unidos, Theodore Roosevelt, obligó a los alemanes a retroceder enviando su propia flota y amenazando con la guerra si los alemanes desembarcaban.
Para 1904 los estrategas navales alemanes habían centrado su atención en México, donde esperaban establecer una base naval en algún puerto mexicano en el Caribe. Dejaron caer ese plan. En 1917 le propusieron a México una alianza militar en una guerra contra los Estados Unidos en el telegrama Zimmermann, que aceleró la entrada de Estados Unidos en la Primera Guerra Mundial.

## Lectura
- Bönker, Dirk. Militarism in a Global Age: Naval Ambitions in Germany and the United States before World War I (Cornell UP 2012) online; online review
- Morris, Edmund. Theodore Rex (2001) ch 13, on President Roosevelt & Germany, 1902-03